# العقير (بهلاء)
العقير هي منطقة سكنية تقع في ولاية بهلا بمحافظة الداخلية في سلطنة عمان  يقدر عدد سكانها بـ 1137 نسمة حسب إحصاء عام 2010 التابع للمركز الوطني للإحصاء والمعلومات الحكومي. رمز المنطقة هو 50240180.
كان يطلق عليها في الماضي بني معن. يوجد بها جامع و سبلة. ولقد شهدت بلدة العقير الكثير من صراعات ومنها الخلاف الذي جرى بين الإمام بلعرب بن سلطان وأخوه سيف. وبها عدة شواهد تاريخية منها حصن متهدم كما يوجد بها قلعة وبرج